# Зосим Верховски
Сихомонах Зосима (рођ. Захарија Васиљевич (Богданович) Верховски; 24. март 1768, Смоленска губернија – 24. октобар 1833, манастир Зосима) – схимонах, духовни писац, оснивач два манастира: Моно-Торинског и Торинског Светог Николе.
У Руској православној цркви канонизован је за општецрквеног светитеља на Архијерејском Сабору 8. октобра 2004. године. Поштује се у чину светих, помен (по јулијанском календару): 24. октобра, 20. септембра у Сабору брјанских светитеља, у недељу пре 26. августа у Сабору московских светитеља и последње недеље августа (Сабор кемеровских светаца).

## Биографија
Рођен 24. марта (4. априла) 1768. године у селу Буловици, Смоленска губернија, у племићкој породици. Отац - Богдан Верховски имао је чин пуковника у пуку Смоленског племства. Мајка - Ана Ивановна, из племићке породице Маневски. Добио кућно образовање. Као и сва његова браћа, ступио је у војну службу - 1. јануара 1784. постављен је у чин капетана у Преображенском пуку. Захаријин отац је умро 3. априла 1784. године. Захарија је наследио два села. Две године касније умрла му је мајка. У то време упознао је пустињаке рославских шума, који су живели под вођством старешине Плошчанског манастира Адријана (Блинског). Године 1788. Захарија се пензионисао са чином потпоручника, продао имање свом зету и одлучио да се посвети монашком животу.
Најпре је дошао у Рославске шуме у заједницу старца Адријана, али ју је већ напустио и преселио се у манастир Коневецки. Захарија је, по савету монаха Василиска, отишао у манастир Коневцки да види Адријана. Старац га је прихватио и поставио за искушеника (Захарија је испекао просфору и сексирао). После искушења, Адријан постриже Захарију у монаштво са именом Зосима у част преподобног Зосиме Соловецког. Око 1792. године, на позив Адријана, у Коневец се преселио монах Василиск, који је постао Захаријин пријатељ. За своје ученике Адријан је саградио две келије три миље од манастира. Зосима и Василиск су у њима провели пет дана, а у суботу су дошли у манастир на свеноћно бденије, а у недељу после литургије вратили су се у своје келије.
Године 1799. старац Адријан је одлучио да прими монашки постриг у Велику схиму и отишао је у московски манастир Симонов. Опростивши се од својих ученика, благослови Зосима и Василиска да живе у пустињи у Сибиру, али их је више привлачио Атос. Три пута су покушавали да оду на Свету Гору, али сваки пут нису успевали у овом подухвату. Пријатељи су отишли у Кијев, где су, уз дозволу митрополита, живели два месеца у Кијево-печерској лаври, а затим отишли на Крим и касније у Моздок. Због налета планинара, одатле су под пратњом одведени у Таганрог, одакле су се преселили у Астрахан, где су одлучили да испуне благослове старца Адријана и, купивши коња, отишли су у Сибир. У јесен 1800. године стигли су до Тобољска, где им је архиепископ Варлаам (Петров) дао дозволу да се населе на територији његове епархије. После годину дана лутања по сибирским окрузима 1802. године, настанили су се у шумама Кузњецког округа. У тајги, четрдесет миља од најближег села, ископали су земуницу. Један од сељака из најближег села доносио је храну пустињацима. Следеће године у пролеће одлучили су да напусте тајгу, али су се изгубили и провели око две недеље у шуми.
Напустивши тајгу, Зосима и Василиск су се населили у округу Кузњецк. У близини реке Средњаја Терс, педесет верста од Кузњецка, сељаци су саградили две ћелије за њих. Монаси су засадили повртњак и радили пољопривредне радове. Једном годишње их је посећивао свештеник са Светим Даровима. Око пустињака формирала се мала заједница подвижника, међу којима је био и ученик светог Василиска, праведни Петар Томски, чије је житије саставио монах Зосима.
Године 1822, трудом Зосиме и Василиска, у Тоболској губернији је основан Торински свето-Николајевски манастир (са благословом тоболског епископа Зосима је отишао у Санкт Петербург код митрополита Филарета ради добијања одговарајуће дозволе). Зосима је написао посебну повељу за заједницу на основу општинских правила Василија Великог (почетком 1823. године старешина је поново отпутовао у Санкт Петербург да своју повељу изложи на одобрење Синоду). После неспоразума који су ту настали (неке од монахиња оптужиле су Зосиму за раскол, проневеру и угњетавање сестара), отац Зосима је указом Синода од 24. јануара 1825. разрешен „звања повереника и сваког утицаја на манастир” и прешао у Москву. По благослову митрополита Филарета, Зосима је прешао у манастир Чудов.
1826. године у близини Москве, у Верејском округу, на имању придворног саветника Марије Бахметеве, са благословом митрополита Филарета, Зосима је организовао женску заједницу у част Смоленске иконе Богородице „Одигитрије“. Његове прве монахиње биле су монахиње торинског Светог Николајевског манастира, које су током сукоба остале верне свом исповеднику и пошле за њим у Москву. Зосима је живео у овој пустињи до смрти. Бринуо се о манастиру,
У исто време, жудећи за самоћом, Зосима је саградио себи малу келију у шуми три миље од пустиње. У њој је, као и у манастиру Коневецки под вођством свог учитеља старца Адријана, живео пет дана у недељи, у суботу је долазио у пустињу на Јутрење, а после недељне литургије вратио се у своју шумску келију. У њој је од двојице старешина из Орловске губерније примио постриг у велику схиму.
Упокојио се 24. октобра (5. новембра) 1833. године, на празник иконе „Свију жалости Радост”. Сахрањен је у близини манастирске капеле.

## Поштовање и канонизација
Поштовање старца Зосиме почело је убрзо после његове смрти. Са благословом митрополита Филарета (Дроздова) над његовим гробом је подигнута Тројичка црква. Почетком осамдесетих година 20. века дошло је до проналаска моштију светог Зосиме. Амвросије Оптински је о томе писао 1886. године: „Недавно су у Зосимовој испосници приметили да је ковчег ктитора манастира био у води, јер је место било влажно. Исклесали су ковчег од целог камена и направили нови дрвени ковчег, а приликом преношења видели су да је цело тело старца нетакнуто, а ноге су му се распале.” 1930-их храм је затворен. Након његовог повратка у цркву 25. децембра 1999. године, извршено је испитивање Зосиминог гроба, али у пронађеном белокаменом саркофагу нису пронађене реликвије. Њихово боравиште остаје непознато.
По благослову Патријарха Алексија II, 11. октобра 1999. године, прослављен је као локално поштовани светитељ Московске епархије. По благослову митрополита Крутицког и Коломне Јувеналија (Појаркова), прослављање Светог Зосиме је одложено и обављене су 23. јула 2000. године. Тада су насликане две иконе светитеља и објављено је његово житије. На Архијерејском Сабору Руске Православне Цркве 8. октобра 2004. године, монах Зосима је приписан међу општецрквене светитеље.

## Есеји
Дела светог Зосиме су малобројна. Сва су, осим „Креатурних писама“, сачувана у разним копијама 19. века. Посебност свих Зосиминих дела је што су писана искључиво на црквенословенском језику.
- „Поштена писма“ (есеј морализирајућег карактера, једини сачувани аутограм монаха. Рукопис се чувао у манастиру Зосимова, тренутно подељеном између Руског државног историјског архива и Централног државног историјског архива);
- Писмо оцу Досифеју.
- Житије светог Василиска;
- Житије праведног Петра Томског;
- „Учење о послушности“;
- Излагање 75 „дејстава“ Исусове молитве за старца Василиска.